# Ingo Nürnberger
Ingo Nürnberger (* 17. Oktober 1972 in Pfarrkirchen) ist ein deutscher Politiker (SPD) und seit 2021 Erster Beigeordneter und Dezernent für Soziales und Integration in Bielefeld.

## Leben
Ingo Nürnberger wurde 1972 in der niederbayerischen Kleinstadt Pfarrkirchen geboren. Nach seinem Realschulabschluss absolvierte er eine Ausbildung im mittleren Dienst beim Arbeitsamt in Pfarrkirchen. Anschließend holte er das Abitur nach, leistete seinen Zivildienst in einem Altenheim in Passau ab und nahm 1996 ein Studium der Politikwissenschaften auf, dass ihn bis 2002 nach Berlin und London führte.
Seit 2003 arbeitete er im DGB-Bundesvorstand, wo er zuletzt als Abteilungsleiter für Sozialpolitik tätig war. Im Februar 2015 übernahm er das Amt des Dezernenten für Soziales der Stadt Bielefeld und wurde 2021 zum Ersten Beigeordneten gewählt und mit dem erweiterten Dezernat für Soziales und Integration betraut. Er profilierte sich als Krisenmanager während der Fluchtbewegung 2015, während der Corona-Pandemie und in der Bewältigung der großen Fluchtzuwanderung und Energiekrise infolge des Russischen Angriffskrieg auf die Ukraine.
2018 heiratete er Rico Zocher, mit dem er vorher seit fünf Jahren verpartnert war.

## Politik
Nürnberger trat 1990 in die SPD ein und engagierte sich seither auf unterschiedlichen Ebenen innerhalb der Partei. Von 2001 bis 2009 war er Mitglied der Bezirksverordnetenversammlung im Berliner Bezirk Tempelhof-Schöneberg. Im Jahr 2018 wurde er zum stellvertretenden Vorsitzenden der Bielefelder SPD gewählt und seitdem zweimal in dieser Funktion bestätigt.
Im Oktober 2024 wurde Nürnberger von der SPD-Bielefeld zum Kandidaten für das Amt des Oberbürgermeisters gewählt. Er gewann das parteiinterne Rennen gegen die ehemalige Familienministerin Christina Kampmann mit einer Mehrheit von 104 zu 83 Stimmen der Delegierten.